# Investisseur autonome
Un investisseur autonome est une personne qui investit son argent et qui gère son portefeuille de valeurs mobilières sans l'aide d'un conseiller financier.